# Royal Flash
Royal Flash (dt. Königspoker) ist ein Film von Richard Lester nach dem Roman Flashman – Prinz von Dänemark von George MacDonald Fraser aus seiner Serie der Flashman Papers.

## Handlung
Otto von Bismarck verwickelt den britischen Offizier Harry Flashman gegen seinen Willen in die Querelen der Märzrevolution 1848 und der Schleswig-Holstein-Frage. Bismarck zwingt Flashman mit Hilfe von Lola Montez, sich in dem Kleinfürstentum Strackenz zwischen Deutschland und Dänemark als zukünftiger Gatte der Regentin auszugeben. Prinz Carl Gustaf, ein dänischer Adeliger, sieht Flashman sehr ähnlich. Bismarck macht Flashman weis, dass er den echten Prinz nur so lange „vertreten“ müsse, bis dieser die Syphilis überstanden habe. Im weiteren Verlauf wird Flashman klar, dass Bismarck den kranken Prinzen entführt hat, um ihn als politisches Druckmittel zu benutzen. Erik Hansen, ein Jugendfreund des Prinzen, durchschaut Flashman und zwingt ihn, mit ihm den auf einer Wasserburg gefangen gehaltenen Prinzen zu retten. Das Unternehmen gelingt, und Flashman kann nach England entkommen.

## Sonstiges
- Das Fürstentum Strackenz ist der einzige fiktive Schauplatz der Abenteuer Flashmans.
- Neben Bismarck und Lola Montez begegnet Flashman, wenn auch nur kurz, anderen zeitgenössischen Personen: Edward VII., dem bayrischen König Ludwig, Richard Wagner, Franz Liszt, Oscar Wilde, Henry Irving, Karl Marx, Henry John Temple, John Gully und Jefferson Davis.
- Die Handlung weist Parallelen zu dem Buch Der Gefangene von Zenda auf. In dem Roman wird dagegen behauptet, das Abenteuer Flashmans sei authentisch und habe Anthony Hope inspiriert.
- Alastair Sim spielte hier ein Jahr vor seinem Tod seine letzte Filmrolle.

## Kritik
“Mit Royal Flash liefert Richard Lester eine pointenreiche und erfrischend respektlose Persiflage auf die Bismarck-Ära. Wie bei seinem Kinoerfolg Die drei Musketiere (1973) dominieren auch hier rasant in Szene gesetzte, actiongeladene Degengefechte und operettenhaft-opulente Szenarien.”

„Nur teilweise gelungene Parodie auf deutsches Wesen, der es ein bißchen an Tempo und treffsicherem Witz mangelt.“